# Tuszyn (powiat pajęczański)
Tuszyn – wieś w Polsce położona w województwie łódzkim, w powiecie pajęczańskim, w gminie Pajęczno.
W latach 1975–1998 miejscowość należała administracyjnie do województwa częstochowskiego.
Zobacz też: Tuszyn, Tuszynek Majoracki, Tuszynki, Tuszyny
Do 2023 r. istniała część wsi Tuszyn o nazwie Pieńki.